# J.C. Lodge
JC Lodge, (tên khai sinh June Carol Lodge, ngày 1 tháng 12 năm 1958,Luân Đôn,Anh), là một ca sĩ reggae, diễn viên và nghệ sĩ mỹ thuật. Bản hit đột phá của bà "Someone Loves You, Honey" trở thành đĩa đơn bán chạy nhất năm 1982 tại Hà Lan. Lodge cũng là một họa sĩ tài ba, đã tham gia triển lãm nghệ thuật ở Kingston và đã tham gia vào một số tác phẩm sân khấu.

## Sự nghiệp âm nhạc
Bà là người Anh sinh ra với cha là người Jamaica và mẹ là người Anh, JC Lodge được đưa đến Jamaica khi còn nhỏ. Ở đó, người hâm mộ Beatles như bà đã sớm đắm chìm trong dòng nhạc R&B và reggae, và hát theo mọi thứ bà nghe được.
Đến cuối năm trung học, mối quan hệ với Errol O'Meally đã đưa bà đi xa hơn trên con đường âm nhạc của mình. Ông là một nhạc sĩ vào thời, và đã sử dụng giọng hát của bà để trình bày một số tư liệu của ông tại Phòng thu âm của Joe Gibbs. Cả hai bài hát và ca sĩ đều được đón nhận và JC được yêu cầu thu âm bản hit "omeone Loves You, Hone"y của Charley Pride vào năm 1980. Phiên bản reggae của dòng nhạc country và giai điệu phương tây đã đứng đầu các bảng xếp hạng Jamaica, và giành được đĩa vàng và bạch kim cho ca sĩ ở Hà Lan. Trên thực tế, nó là đĩa đơn bán chạy số 1 năm 1982 tại đó. Trong khi bản thu âm là một thành công lớn, nó đã khiến Gibbs phá sản khi ông đã không trả tiền bản quyền cho nhạc sĩ. Một album cùng tên, đề cao tài năng deejay của Hoàng tử Mohamed được phát hành năm 1982.
Lodge sau này với album Revealed năm 1985, trước khi ký hợp đồng với hãng thu âm Music Worrks của Gussie Clarke và phát hành các I Believe in You và Selfish Lover. "Telephone Love", được thu âm cho Clarke vào năm 1988, là ca khúc reggae dancehall đầu tiên đi vào thị trường R&B và hip-hop ở Hoa Kỳ, đứng đầu các bảng xếp hạng đô thị ở thành phố New York và các thành phố khác, và kiếm được cho bà một hợp đồng với nhãn hiệu Tommy Boy của Warner Bros., mặc dù sự liên kết này sẽ bị giới hạn trong album Tropic of Love và đĩa đơn "Home is Where the Hurt Is", đã đưa bà lên vị trí xếp hạng cao nhất tại Hoa Kỳ, đạt vị trí 45 trong bảng xếp hạng R&B.
Các album của Lodge chủ yếu bao gồm reggae, nhưng một số có chất liệu R&B và pop, thường được viết bởi O'Meally hoặc JC. Các nhà sản xuất như Joe Gibbs, Willie Lindo, Gussie Clarke, Errol O'Meally và Neil Fraser (a.k.a. Mad Professor), đã tạo ra sản phẩm thu được cho JC một số hit và giải thưởng uy tín trên toàn thế giới.
Các bài hát khác của Lodge bao gồm More Than I Can Say", "Someone Loves You, Honey," và "Make It Up". Bà đã hát một bản song ca với Tiger trong "Love Me, Baby" và với Shabba Ranks trong "Phone Love"
Năm 2001, bà trở về nước Anh và thu âm Reggae Country cho Jet Star, một album bao gồm các bài hát đồng quê Mỹ. Bà hiện đang ghi âm cho hãng thu Greensleeves Records.